# První anglo-nizozemská válka
První anglo-nizozemská válka probíhala v letech 1652 až 1654 a byla první ze série čtyř anglo-nizozemských válek. Válka byla vedena výhradně na moři a jako taková byla první doloženou válkou svého druhu v dějinách. Hlavní příčinou války byly obchodní rozpory, především porušování Zákona o plavbě, jenž byl vydán 1651 a dovoloval vplout do anglických přístavů a obchodovat s anglickými teritorii pouze lodím plujícím pod anglickou vlajkou, nebo s většinou posádky tvořenou Angličany. Zákon o plavbě byl porušován nizozemskými obchodními loděmi, které byly Angličany napadeny. Válka skončila vítězstvím Anglické republiky a vyhnáním Nizozemců z anglických pobřežních vod, ti potom museli akceptovat monopol anglických lodí na námořní obchodní přepravu z a do Britských ostrovů a anglických kolonií.